# Luchtmachtblauw KLu-erekoord
Luchtmachtblauw KLu-erekoord is een Nederlands militair waarderingsonderscheidingsteken.
Net als bij het Commando Landstrijdkrachten wordt bij het Commando Luchtstrijdkrachten een erekoord
ingevoerd.
Militairen ontvangen het erekoord wanneer zij zich onderscheiden door bijzondere gedragingen, buitengewone inspanning, toewijding of loffelijk handelen.
Het onderscheidingsteken bestaat uit een luchtmachtblauw met gouddraad geweven koord (Nestel) met gouden nestelpen met kroon, te dragen op de linkerschouder. 
De Nestel mag alleen gedragen worden op het Dagelijks Tenue (DT), Gelegenheids Tenue (GLT), Avond Tenue (AT) en het Ceremonieel Tenue (CT).
Alle Miliraire functionarissen die in het verleden de Erepenning KLu hebben ontvangen, zijn gerechtigd het blauwe Erekoord KLu te dragen.
De eerste 15 luchtmachtmilitairen ontvingen op 12 november 2012 het nieuwe erekoord 
Bevoegd tot het uitreiken tot het Luchtmachtblauw KLu-erekoord, is de Commandant Luchtstrijdkrachten.